# Kościół Islandii

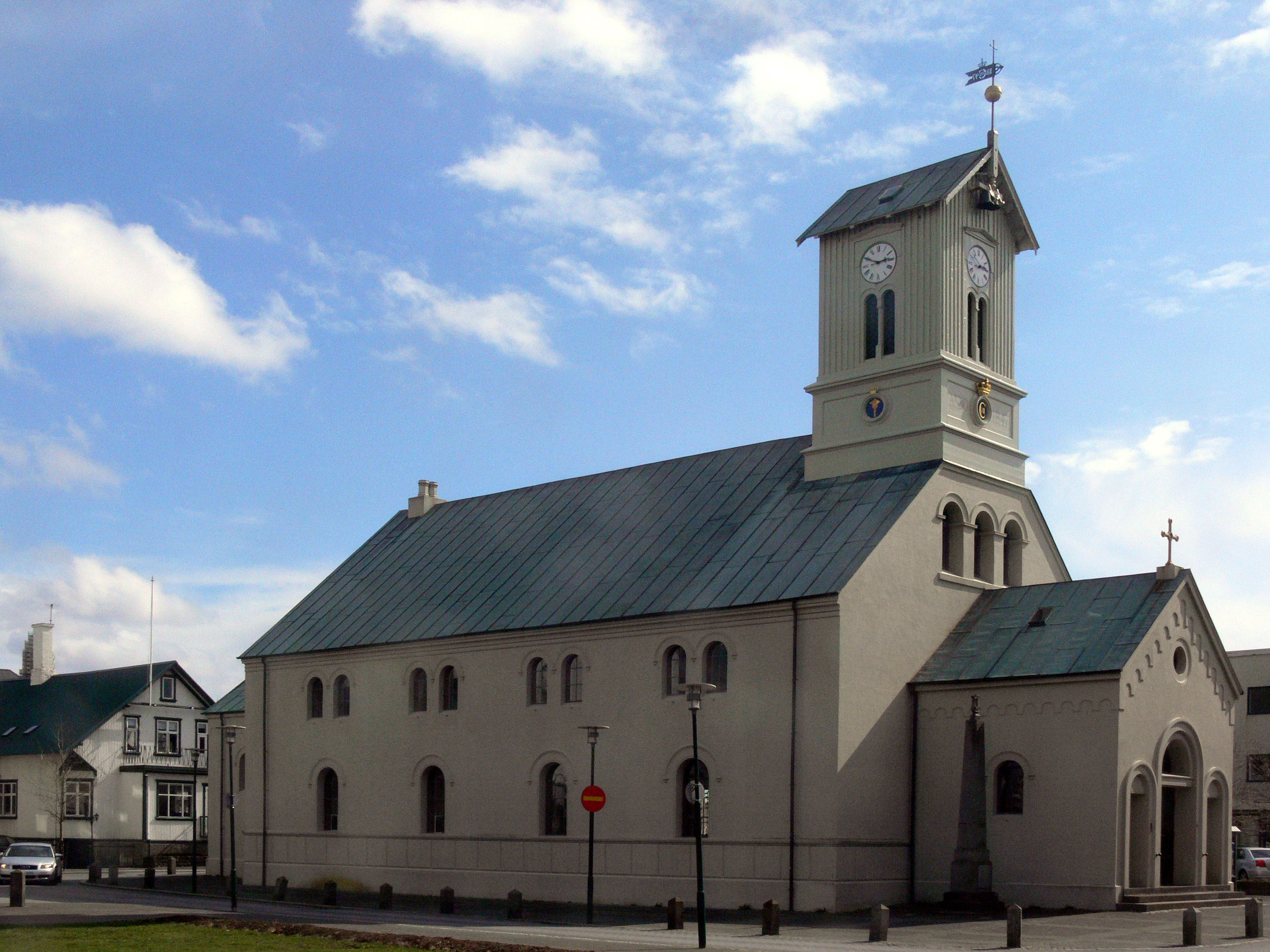
Katedra w Reykjavíku

Kościół Islandii (isl.: Þjóðkirkjan), Ewangelicko-Luterański Kościół Islandii, Narodowy Kościół Islandii) – luterańska wspólnota religijna obejmująca większość mieszkańców Islandii, jednocześnie kościół narodowy i kościół państwowy Islandii. Na czele Kościoła stoi biskup Islandii, który rezyduje w Reykjavíku. Obecnie jest nim Agnes M. Sigurðardóttir.

## Historia

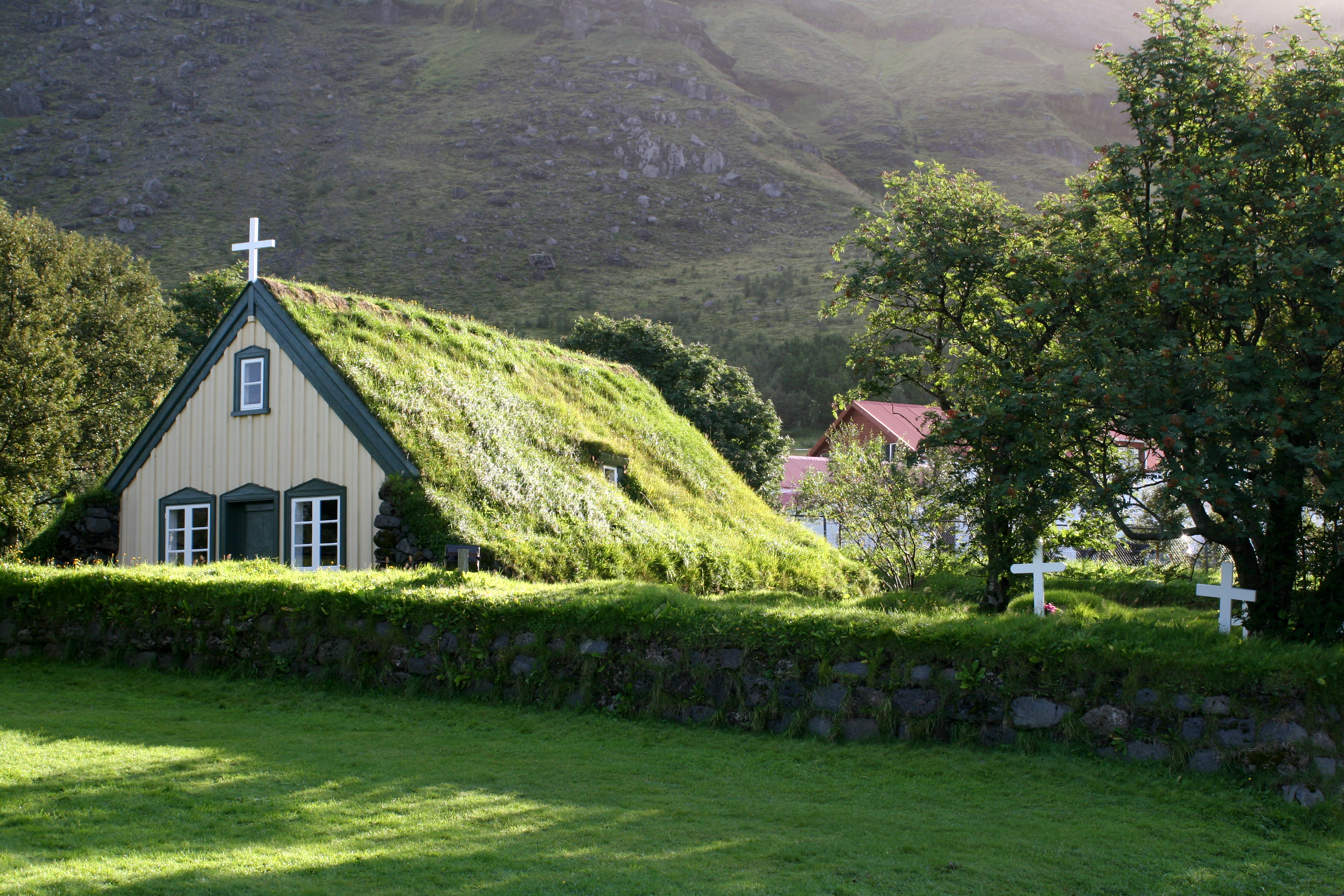
Drewniany kościół kryty torfem w Hof

### Era przedchrześcijańska
Chrześcijaństwo było obecne od początku ludzkiego osadnictwa w Islandii, co jest faktem wyjątkowym na skalę Europy. Pierwszymi ludźmi, którzy przybyli na wyspę byli celtyccy pustelnicy, szukający miejsca, gdzie będą mogli oddawać cześć Chrystusowi. Później zostali wyparci przez osadników nordyckich. Niektórzy z nich byli chrześcijanami, jednak większość pozostawała poganami, czczącymi starych bogów nordyckich. Kiedy w 930 roku została powołana do życia islandzka republika, oparta została na religii pogańskiej. W II połowie X wieku misjonarze z kontynentalnej części Europy zaczęli szerzyć wśród ludności katolicyzm.

### Przyjęcie chrześcijaństwa
Ari Þorgilsson, w jego historycznym opracowaniu Íslendingabók pisze, że naród był głęboko podzielony między wyznawców różnych religii, którzy nie tolerowali się nawzajem. Podczas zgromadzenia ustawodawczego Althing w Þingvellir w 1000 roku kraj znalazł się na skraju wojny domowej. Przywódcy obu grup zdawali sobie sprawę z niebezpieczeństwa i znaleźli rozwiązanie sporu. Wybrali osobę powszechnie szanowaną za swoją mądrość, pogańskiego kapłana i wodza Þorgeira z Ljósavatn, aby zdecydował, którą drogę powinni obrać mieszkańcy. Þorgeir udał się do swojego domu, gdzie medytował. Następnego dnia ponownie zwołał zgromadzenie, aby ogłosić swoją decyzję. Powiedział: „Niech to będzie podstawą naszego prawa, że każdy w tym kraju musi być chrześcijaninem i wierzyć w jednego Boga, Ojca, Syna i Ducha Świętego”. Postanowił również, że pogańskie zwyczaje, takie jak składanie ofiar, wystawianie niemowląt na zimno, czy spożywanie koniny będą tolerowane, o ile będą praktykowane prywatnie. Decyzja została przyjęta przez społeczeństwo, a wielu ludzi zostało później ochrzczonych.
Podczas przyjmowania chrześcijaństwa przez mieszkańców Islandii, wśród ludności pracowali biskupi i księża misjonarze z terenów Niemiec, Anglii i Europy Wschodniej. Pierwszy islandzki biskup, Ísleifur, został konsekrowany w Bremie w 1056 roku. Mianował swoją siedzibą Skálholt. Miejscowość pozostała centrum chrześcijańskiej nauki i duchowości na terenie kraju aż do XVIII wieku. Pomimo wielu zawirowań historycznych, w kościele na Islandii zachowana jest ciągłość. Przez pierwsze pięć wieków był to Kościół rzymskokatolicki. Na początku 1056 roku był częścią prowincji z siedzibą w Bremie, następnie arcybiskupstwa w Lund, a w 1153 roku Islandia weszła pod zwierzchnictwo prowincji Nidaros. Kraj został podzielony na dwie diecezje: Skálholt, utworzoną w 1056 roku i Holar w 1106 roku. Stan ten trwał do 1801 roku, kiedy całe terytorium Islandii weszło pod zwierzchnictwo biskupa z siedzibą w Reykjavíku.

### Święci i księgi
Trzech islandzkich duchownych było czczonych jako święci, chociaż żaden z nich nie został oficjalnie kanonizowany. Najbardziej znanym z nich jest Torlak (1133-1193). Kształcił się w Lincoln w Anglii, oraz w Paryżu. Wracając do Islandii Þorlákur został opatem klasztoru Kanoników Regularnych Þykkvibær, szybko zyskując opinię świętego. Jako biskup Skálholt starał się wymusić na Rzymie dekrety dotyczące własności majątku kościelnego i moralności duchowieństwa. W islandzkim kalendarzu liturgicznym znaleźć można dwa dni poświęcone Torlakowi, 20 lipca i 23 grudnia. Pozostali dwaj święci to biskupi Jan Ögmundsson (1106-1121) i Guðmundur Arason (1203-1237).
W XII i XIII wieku miał miejsce wielki rozwój piśmiennictwa islandzkiego, zarówno religijnego, jak i sag. Większość z nich została napisana przez osoby duchowne. Część Biblii została przetłumaczona na język islandzki w XIII wieku.

### Reformacja
Reformacja została zapoczątkowana w Islandii w 1540 roku przez władze Królestwa Danii. Klasztory zostały zamknięte, a ich majątek skonfiskowany został na rzecz króla, który stał się głową kościoła. Ciemną plamą jej przebiegu pozostaje egzekucja ostatniego katolickiego biskupa Holaru, Jóna Arasona oraz jego dwóch synów. Większość rzymskokatolickich kapłanów nadal pracowała w swoich parafiach, jednak w obrządku luterańskim. Reformacja wywołała ożywienie działalności literackiej w kraju. Publikacja islandzkiego tłumaczenia Nowego Testamentu w 1540 roku oraz całej Biblii w 1568 stała się kamieniem milowym w historii tego języka i jego ochronie. Dzieło „Pieśni o Męce Pańskiej”, czyli 50 medytacji na krzyżu napisane przez XVII-wiecznego poetę i polityka Hallgrímura Péturssona stało się najważniejszą szkołą modlitwy i mądrości dla wielu pokoleń. Tak samo można powiedzieć o „Postylli” Jóna Vídalina, biskupa Skálholtu. Jego wymowne i charyzmatyczne kazania były czytane w każdym domu. Islandzkie Towarzystwo Biblijne zostało założone w 1815 roku. Jego powstanie było owocem wizyty szkockiego duchownego, Ebenezera Hendersona, który podróżował po kraju, rozpowszechniając Biblię i Nowy Testament. Wiek XIX był czasem narodowego przebudzenia w Islandii i działań w kierunku niezależności politycznej. Wielu duchownych odegrało bardzo ważną rolę w tym ruchu.

### Czasy nowożytne
Konstytucja Islandii z 1874 roku zagwarantowała wolność religijną, jednak określa również, że „Kościół Ewangelicko-Luterański jest kościołem narodowym oraz jest chroniony i wspierany przez państwo”. Na przełomie XIX i XX wieku został zreformowany kościelny proces ustawodawczy, powołano rady parafialne, a zbór uzyskał prawo do wyboru swoich księży. W 1912 roku ukazało się tłumaczenie Biblii, zweryfikowane w 1981, natomiast najnowszy przekład pochodzi z 2007 roku. Na początku XX wieku nastąpiła liberalizacja stanowiska kościoła, co przysporzyło wiele sporów teologicznych. Do tego czasu ludność Islandii była przeważnie wiejska, składali się na nią rolnicy i rybacy, którzy prowadzili tradycyjny tryb życia. Kościół był jego częścią, modlitwy i uczęszczanie na nabożeństwa było praktykowane w każdym domu. Współczesne problemy społeczne nie ominęły również kościoła, a społeczeństwo staje się coraz bardziej zsekularyzowane.

## Statystyki
| Rok  | Populacja | Członkowie | %     | ±    |
| ---- | --------- | ---------- | ----- | ---- |
| 1998 | 272.381   | 244.893    | 89,91 | 0,00 |
| 1999 | 275.712   | 246.263    | 89,32 | 0,59 |
| 2000 | 279.049   | 247.420    | 88,67 | 0,65 |
| 2001 | 283.361   | 248.614    | 87,74 | 0,93 |
| 2002 | 286.575   | 249.386    | 87,02 | 0,72 |
| 2003 | 288.471   | 249.645    | 86,54 | 0,48 |
| 2004 | 290.570   | 250.176    | 86,10 | 0,44 |
| 2005 | 293.577   | 250.759    | 85,42 | 0,68 |
| 2006 | 299.891   | 251.909    | 84,00 | 1,42 |
| 2007 | 307.672   | 252.411    | 82,04 | 1,96 |
| 2008 | 315.459   | 252.708    | 80,11 | 1,93 |
| 2009 | 319.368   | 253.069    | 79,24 | 0,87 |
| 2010 | 317.630   | 251.487    | 79,18 | 0,06 |
| 2011 | 318.452   | 247.245    | 77,64 | 1,54 |
| 2012 | 319.575   | 245.456    | 76,81 | 0,83 |
| 2013 | 321.857   | 245.184    | 76,20 | 0,61 |
| 2014 | 325,671   | 244,440    | 75.06 | 1.14 |
| 2015 | 329,100   | 242,743    | 73.76 | 1.30 |
| 2016 | 332,529   | 237,938    | 71.55 | 2.21 |
| 2017 | 338,349   | 236,481    | 69.89 | 1.66 |
| 2018 | 348,450   | 234,215    | 67.22 | 2.67 |
| 2019 | 356,991   | 232,591    | 65.15 | 2.07 |
| 2020 | 364,134   | 231,112    | 63.47 | 1.68 |
| 2021 | 368,792   | 229,669    | 62.28 | 1.19 |
| 2022 | 376,248   | 229,146    | 60.90 | 1.38 |
| 2023 | 387,758   | 227,259    | 58.61 | 2.29 |

Około 58.6% społeczeństwa kraju należy do Kościoła Islandii, a odsetek chrześcijan wynosi 69.6%. Dziewięć na dziesięć dzieci zostaje ochrzczonych w ciągu pierwszego roku życia, 90% młodzieży zostało konfirmowane, a 85% ślubów i 99% pogrzebów odbywa się w kościele. Znacznie mniejszy odsetek wiernych bierze udział w cotygodniowych nabożeństwach, ale te odbywające się w święta przyciągają nierzadko tłumy. Badania statystyczne pokazują, że jedynie 10% dorosłych członków Kościoła uczestniczy w obrzędach religijnych przynajmniej raz w miesiącu. Większość dzieci uczonych jest wieczornej modlitwy w swoich domach. W szkołach podstawowych nauczane są historie biblijne. Krajowe radio transmituje nabożeństwa w każdą niedzielę rano, a także modlitwy dwa razy dziennie. Według badań 51% Islandczyków jest religijnych.